# Verginia

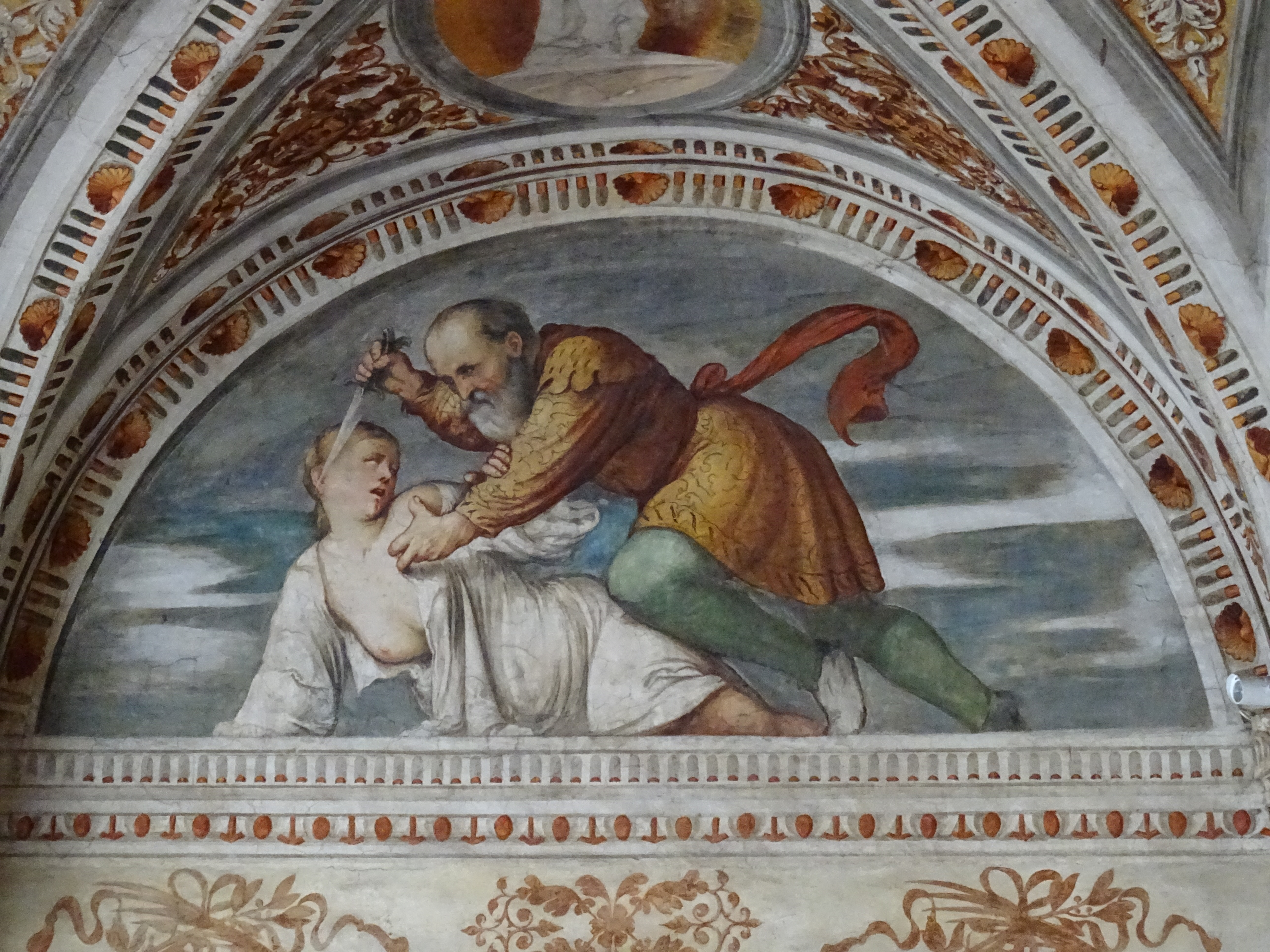
Der Tod der Verginia (Girolamo Romanino, 1531/32)

Verginia ist die zentrale Person einer fast sicher fiktiven, legendenhaften Geschichte aus der frühen römischen Republik, die der römische Geschichtenschreiber Livius in Ab urbe condita libri erwähnt, um den bösartigen Charakter des Decemvir Appius Claudius zu illustrieren.

## Legende und Geschichte
Die Ereignisse werden auf 448/447 v. Chr. datiert. Die damalige Zeit war sowohl von der Auseinandersetzung um die Wiedereinsetzung der politischen Institutionen als auch von den Standeskämpfen gekennzeichnet. Den Decemviri, die die Gesetzgebung reformieren sowie schriftlich fixieren sollten, waren alle politischen Funktionen übertragen worden. Die Plebejer konnten gegen die Beschlüsse der Konsuln und des Senats kein Veto einlegen, da sie von niemandem repräsentiert wurden. Letztlich entstand das Zwölftafelgesetz.
Das römische Volk war bereits aufgebracht über die Decemviri wegen deren Bestechlichkeit sowie deren Umgang mit Wahlen und anderer Missbräuche. Es schien so, als wollten sie Rom wieder zu einer Monarchie machen, entsprechend der römischen Königszeit, die sie gerade einige Jahrzehnte zuvor überwunden hatten. 451 v. Chr. zeigte Appius Claudius seine Begierde nach Verginia, einem schönen plebejischen Mädchen. Sie war die Tochter des Armeeoffiziers Lucius Verginius und die Verlobte des ehemaligen Volkstribuns Lucius Icilius. Als sie Claudius zurückwies, brachte er einen seiner Schützlinge beziehungsweise Klienten, Marcus Claudius, dazu, zu behaupten, Verginia sei eigentlich seine Sklavin, die nach ihrer Geburt dem Lucius Verginius untergeschoben worden sei. Marcus Claudius entführte sie auf dem Schulweg, doch die Menge auf dem Forum Romanum trat ihm entgegen und zwang ihn, da Verginius und Icilius respektierte Männer waren, den Fall vor die Decemviri zu bringen. Allerdings wurden diese von Appius Claudius selbst angeführt. Verginius, der sich zu diesem Zeitpunkt außerhalb der Stadt aufhielt, wurde gerufen, seine Tochter zu verteidigen. Icilius gelang es jedoch trotz Gewaltandrohung, Verginia in ihr Elternhaus zu bringen, wo sie auf die Rückkunft ihres Vaters warten sollte. Appius Claudius versuchte zu spät, die Boten, die Verginius holen sollten, durch seine Anhänger aufzuhalten.
Als Verginius zwei Tage später in Rom ankam, versammelten sich seine Anhänger auf dem Forum. Appius Claudius, der eine bewaffnete Eskorte mitgebracht hatte, wollte ihn nicht sprechen lassen und verkündete stattdessen, Verginia sei tatsächlich die Sklavin des Marcus Claudius. Er beschuldigte die Bürger des Aufruhrs, woraufhin die Anhänger des Verginius das Forum verließen, um eine gewalttätige Auseinandersetzung zu vermeiden. Verginius bat darum, die Amme und seine Tochter selbst befragen zu dürfen. Claudius stimmte dem zu. Verginius aber erstach Verginia mit einem flugs entwendeten Schlachtmesser mit den Worten: „Auf diese einzige Weise, die mir möglich ist, Tochter, bewahre ich Dir die Freiheit“. Verginius und Icilius wurden festgenommen, doch ihre Anhänger kamen zurück, um die Liktoren anzugreifen und ihre Fasces zu zerstören. Die Regierung der Decemviri wurde gestürzt und die Republik wiederhergestellt.
In der Folge dieser Ereignisse gab es vermehrt Unruhen in der Stadt. Verginius gelang es, die Soldaten im Lager dazu zu bringen, den Kampf gegen die Sabiner zu beenden. Der Senat war so gezwungen, mit den Plebejern zu verhandeln. Während die Decemviri zurücktraten, wurden das Tribunat sowie die Volksversammlung wieder eingesetzt. Appius beging im Gefängnis Selbstmord.
Livius vergleicht seine Geschichte mit jener von der Vergewaltigung der Lucretia und dem Sturz der Monarchie im Jahr 509 v. Chr.

## Rezeption
„Verginia“ ist eine fehlerhafte oder abweichende Schreibweise des Namens Virginia. Die Legende der gleichnamigen Römerin wurde in vielen Dramen aufgegriffen. So ist seit dem Mittelalter über die Frühe Neuzeit bis ins 18. Jahrhundert und darüber hinaus eine literarische Bearbeitung des Verginia-Stoffes nachweisbar, und dies in vielen europäischen Literaturen. Unter anderem wurde die Legende in Gotthold Ephraim Lessings 1772 uraufgeführtem bürgerlichen Trauerspiel „Emilia Galotti“ behandelt.
Auch Shakespeare lässt Titus Andronicus in der 2. Szene des 5. Akts sich auf „Virginius“ beziehen, der seine Tochter opferte, bevor Andronicus dann selbst seine Tochter Lavinia umbringt, um mit ihrem Tod die fortdauernde Schande ihrer Entehrung und Verstümmelung durch die Söhne der Gotenkönigin und römischen Kaiserin Tamora zu beenden.
1866 wurde die Oper Virginia von Saverio Mercadante uraufgeführt, die in den 1970ern wiederentdeckt wurde. In ihr wird Virginia zur initiativen und autonomen Heldin ausgebaut.
Die Gestalt der Verginia erscheint auch in bildlichen Darstellungen der Neun Guten Heldinnen. In dieser ikonografischen Reihe ist sie eine Vertreterin des Heidentums.
Der hessische Kunstmaler Johann Nikolaus Reuling (1697–1780) stellt die Tötungszene in seinem Bild „Virginia und Virginius“ dar; er platziert sie auf die Bühne eines zeitgenössischen Barocktheaters. Das Bild befindet sich heute in Gießen, Oberhessisches Museum.

## Literarische Quelle
- Livius: Ab Urbe Condita, 3,44–48.